# Propulsão a laser
Propulsão a laser é uma forma de propulsão de naves espaciais que utiliza o poder de um feixe de laser de alta potência para gerar a propulsão. Atualmente essa tecnologia ainda está nos estágios iniciais de desenvolvimento.
Esse tipo de propulsão se utiliza de uma fonte externa de laser ou maser para prover a energia necessária para a propulsão. O feixe de laser/maser é focalizado na traseira da nave, onde ele é refletido e concentrado por espelhos parabólicos. Essa concentração faz com que o ar que está no ponto focal se inflame, criando plasma. Esse plasma se expande, gerando a propulsão.
Enquanto a espaçonave estiver na atmosfera, o ar pode ser utilizado como material propelente. Dessa forma, como a espaçonave não precisa levar o propelente, a capacidade de carga da nave aumenta bastante. Além disso, a força da propulsão depende do laser externo e não está limitada por equipamentos da nave.